# 直行便
直行便（ちょっこうびん）とは、交通機関とりわけ船舶航路・航空路線・路線バス・高速バス等で直接目的地へ向かう便のことである。鉄道においては、日本や中国などの諸種路線で類型の列車が運行されている。また、空港連絡列車にも類型が多く存在する。

## 船舶航路における直行便
船舶航路の場合は、潮流などの自然条件が悪い場合でも需要が多い区間について運行される。

## 航空における直行便
航空路線の直行便（en:Non-stop flight）の場合には、一般には遠方に行く航路ではあるが、需要が多い区間で航空機の乗り換えをしないで（直通で）運行する場合を指す。また、直通便（en:Direct flight）とは二地点を同一便名で飛行する航空便のこと。直行便（Non-stop flight）と直通便（Direct flight）の定義が異なると混乱の原因になる。
例えば、冷戦時代における日本発の場合、羽田（のちに成田） - ロンドン線などのヨーロッパ航路の場合、旧ソビエト連邦がロシア領内を通過させなかった事から、アラスカ州のアンカレッジに寄港して北極海を経由する北回りヨーロッパ線か、東南アジア・中近東を経由する南回りヨーロッパ線という2種類の航路であったため、モスクワ経由の航路をこう呼んだ。また、就航当時は航続距離が短く、途中で燃料の補給が必要といった航空機の技術的な問題もあり、北米路線ではアンカレッジやホノルル経由であったが、機体やエンジンなどの改良で1980年代までには解決したため、ほぼ政治的な要因のみとなった。1990年代以降はロシア領内が通過可能になったため、成田空港発着のヨーロッパ航路や北米航路では無寄港の直行便が一般的となった。日本で民間航空が解禁された初期には、国内線でも技術的な要因により途中寄港を要する路線が存在した（羽田 - 福岡線で伊丹空港に寄港するなどの事例があった）。
なお、近年は旅行の多様化や国際貨物の発達で、旅客や貨物の目的地が、各国の首都や経済中心都市とは限らなくなり、「直行便」よりも乗り継ぎが経済合理性にあう面も見られ、また、ハブ空港を設定し、乗り継ぎによる路線多様化の維持をする例も多い。
現在では、直通便は一旦機内から出て待合室で待機することも多く、途中で機材が変わる場合もあるので、直通便とはいうものの、寄港地がある便の場合は、乗り継ぎをする場合と同様の手間がかかることも多い。

## バスにおける直行便
路線バス・高速バスの場合には、速達性を重視する需要が多い区間について、一部のバス停留所・バスターミナルを通過して運行される。「ノンストップバス」・「ノンストップ便」などと称されたり、あるいは鉄道の列車種別を冠して「急行バス」・「快速バス」・「特急バス」などと称される場合もある（例：都営バスの急行05系統）。また、高速道路を経由しないものが「高速」を称する場合も同様の扱いである場合がある。
九州内の高速バス路線では、各停便の上に停車場所の少ない「ノンストップ」、さらに停車場所が少ない「スーパーノンストップ」が設定されていることがある。概ね発着都市間での停車地が少ないものを指して呼称されるもので、起点と終点の間が無停車なわけではない（とよのくに号、サンライト号、九州号、ひのくに号、なんぷう号、フェニックス号も参照）。
イベント会場などへ臨時で運行される連絡バスには、直行運転を行う場合が多い（例：都営バスの国展01系統）。また通学バスでも「直行便」と称する系統もある（例:京都京阪バスの立命館宇治中学校・高等学校への駅からの直通便）。
通常の経路が通行止めのために本来は通らないルートで運行される場合、本来通るルートと合流するまでの区間で直行運転を行う場合がある。

## 鉄道における直行便
鉄道の直行便は速達性を高めるため、しばしば「看板列車」として設定される。ただし、鉄道事業者にとっては同じ所要時間であれば停車駅が多いほうが乗客（収益）を増やせるため、特に近年は車両や施設の改良で余裕時間が生じた場合は停車駅を追加する傾向にあり、直行便の列車は減りつつある。直行便には始発駅から終着駅まで途中の駅には一切停車しない完全なノンストップ列車のほかに、始発駅または終着駅近くの同一都市圏の駅にいくつか停車し、途中の駅には停車しないという都市間のノンストップ列車も含まれることがある。都市間のほかに都市と空港などの施設内の駅を結ぶ場合もある。本節では前者の事例を中心に、一部は後者についても取り上げる。
ここでは主に1990年代以降の直行便について詳説する。
それ以前に直行便が存在した路線・区間としては、以下のものがある。
- 阪和電気鉄道（現・JR阪和線） - 超特急が阪和天王寺駅 - 東和歌山駅間無停車。
- 高徳線（高徳本線） - 急行「阿波」「むろと」に高松駅 - 徳島駅無停車の便あり（1982年〈昭和57年〉11月まで）。
- 函館本線（札幌駅 - 旭川駅） - 急行「さちかぜ」、L特急「いしかり」。運転区間が千歳空港駅や苫小牧駅に延長された後（「ホワイトアロー」）にもこの区間はノンストップの便が存在した。→カムイ (列車)#「さちかぜ」の登場以降も参照されたい。
- 東武鉄道（浅草駅 - 東武日光駅） - 1987年（昭和62年）までノンストップ運行列車の設定があった。
- 京浜急行電鉄（品川駅 - 浦賀駅） - 1953年（昭和28年）まで一部のハイキング特急が途中駅ノンストップで運転されていた。

### 新幹線のノンストップ列車
JR東日本の運営する上越新幹線では、東京駅 - 新潟駅間をノンストップで走る「とき」が1往復（「Maxとき313号」・「Maxとき314号」）運行されていたが、2013年（平成25年）3月の改正で消滅した。また、北陸新幹線の「あさま」で東京駅 - 長野駅間ノンストップのものが設定されていたが、2002年（平成14年）12月の改正で消滅した。
JR九州の運営する九州新幹線では、速達タイプの「つばめ」のうち、部分開業区間の新八代駅 - 鹿児島中央駅間を無停車で走るノンストップ列車が1往復（「つばめ1号」・「つばめ18号」）運行されていた。これは2011年3月、同路線の全線開業によって消滅した。
JR東海の運営する東海道新幹線では、1990年3月10日改正から2003年10月1日改正前日まで、東京駅22時発で名古屋駅行のノンストップ列車が設定されていた。1994年12月3日改正前日までは「ひかり」、同改正以降は「のぞみ」で、原則として土曜・休日運休であった。なお、東京駅 - 名古屋駅間のみ運行のノンストップ「ひかり」
は、これ以前にも1966 - 1968年頃に設定されていたことがある。

### JR九州におけるノンストップ列車
指宿枕崎線において鹿児島中央駅-指宿駅で運行する特急「指宿のたまて箱」が、2024年3月16日より唯一の途中停車駅である喜入駅の客取扱停車を取りやめることとなった。
これにより、当列車運行区間内はノンストップとなっている。

### 近鉄におけるノンストップ列車
近畿日本鉄道（近鉄）の特急には「甲特急」と「乙特急」の2タイプが存在する。後者は主要駅に停車するものであるのに対して、前者はここで言う直行便に近いものとなっている。
例えば、「名阪ノンストップ特急」と案内されていた大阪難波駅（大阪） - 近鉄名古屋駅（名古屋）間を運行する「甲特急」の場合、基本的には大阪市内の大阪上本町駅・鶴橋駅にしか停車せず、中間の都市は全て通過する形態の運行であった。ただし、この系統の甲特急は2012年（平成24年）3月20日のダイヤ変更によって全便が津駅停車となり、ノンストップ運行ではなくなった。そのため「ノンストップ特急」と案内されることはなくなっている。また大阪難波駅 - 賢島駅運転で途中鶴橋駅 - 宇治山田駅間無停車の「阪伊ノンストップ特急」や近鉄名古屋駅 - 賢島駅間運転で阪伊間同様宇治山田駅まで無停車の「名伊ノンストップ特急」が存在したが、名伊ノンストップ特急については津駅の追加停車により呼称そのものが消滅している。阪伊ノンストップ特急は無停車区間が鶴橋駅 - 伊勢市駅間に変更されている。
なお「ノンストップ」の急行としては、2018年（平成30年）3月17日のダイヤ変更まで南大阪線にて大阪阿部野橋駅 - 古市駅間の急行が運行されていた。
その他、生駒鋼索線（山上線）でも日中や夜間に途中駅に停車しない便が設定される。「直行」を参照のこと。

### 京成におけるノンストップ列車
京成電鉄では過去に、本線の「開運号」が京成上野駅 - 京成成田駅間で青砥駅のみ停車の準ノンストップであった。
その後1973年12月30日より「スカイライナー」が設定され、青砥駅も通過となり完全なノンストップ列車となった。成田空港駅までの延長後は、一旦「スカイライナー」の全列車は京成成田駅を通過するようになったが、翌1979年に一部列車が停車することとなった。1983年には上り列車が日暮里駅停車となり、ノンストップは下りの約半数のみとなった。1991年に全列車日暮里駅停車となり、ノンストップ列車は無くなった。

### 小田急におけるノンストップ列車
小田急電鉄では、特急ロマンスカーのうち、「スーパーはこね号」（1996年3月の停車駅変更前ははこね号）が小田原線内を途中駅無停車で運転している。また、ツアー列車として運転された「メトロあさぎり号」は、途中駅には停車せずに運行された。もともと特急ロマンスカーは全列車が途中駅無停車であった。

### 小田急箱根におけるノンストップ列車
小田急箱根では、前述した小田急電鉄の特急ロマンスカーのうち、「スーパーはこね号」を含む一部特急列車が鉄道線の箱根湯本駅まで乗り入れているが、途中駅無停車で運転される。但し単線区間のため、一部列車は交換待ちのため運転停車することもある。

### 阪神におけるノンストップ列車
阪神電気鉄道では本線において、阪神甲子園球場で高校野球大会やプロ野球の試合が実施される際、観客輸送のため大阪梅田駅と甲子園駅の間にノンストップの臨時特急を設定することがある。
なお同区間においては、特急よりも尼崎駅を通過するだけ通過駅が一つ多い。しかし平行ダイヤを組むことが多いため、ノンストップといえども尼崎駅に停車する定期の特急より所要時間を要する場合もある。
2009年3月改正で上りの臨時特急は阪神なんば線と接続を取るため尼崎駅に停車するようになり、現在では下りの臨時特急のみがノンストップ列車となっている。
1954年 - 1963年には梅田駅(当時) - 元町駅間を三宮駅(当時)のみ停車する特急が設定されていたほか、2023年11月23日に運行された神戸と大阪で行われたプロ野球阪神タイガースとオリックス・バファローズの優勝パレードに合わせた臨時電車では、同じ停車駅の臨時特急が運行されたことがある。

### 西鉄におけるノンストップ列車
西日本鉄道の天神大牟田線では、朝ラッシュ時の上り列車に用いた車両を車庫に送り込むための下り回送列車を「直行」として営業列車にしていた。運行開始当初は西鉄福岡（天神）駅から車庫のある駅（春日原駅ないし西鉄二日市駅）まで完全なノンストップ運行としていたが、1995年3月25日改正では種別は存続したものの薬院駅に全列車が停車するようになり、完全なノンストップではなくなった。2010年3月27日改正で廃止された。

### 空港連絡におけるノンストップ列車
空港連絡鉄道においては、都市と空港を直結するのが主たる目的であるため、その間は停車しない優等列車が設定されることがよくある。日本においては、下記のような例がある。
- 「成田エクスプレス」（JR東日本） 東京駅 - 空港第2ビル駅間で一部を除き無停車。
- 「スカイライナー」（京成電鉄） 日暮里駅 - 空港第2ビル駅間で一部を除き無停車。
- 「空港快速」（東京モノレール） 浜松町駅 - 羽田空港第3ターミナル駅間無停車。
- 「エアポート快特」（京浜急行電鉄） 品川駅 - 羽田空港第3ターミナル駅間無停車。
- 「はるか」（JR西日本） 天王寺駅 - 関西空港駅間で時間帯を区切って無停車。
- 空港特急ミュースカイ（快速特急）（名古屋鉄道） 神宮前駅 - 中部国際空港駅間で時間帯を区切って無停車[10]。

また、南海電気鉄道の「ラピート」のうち「ラピートα」は1994年の運行開始当時は難波駅 - 関西空港駅間無停車であったが、1996年に新今宮駅と天下茶屋駅を停車駅に追加し、ノンストップ運転ではなくなった。その後泉佐野駅・りんくうタウン駅も停車駅に加わり、現在では直行便の性格は失われている。

### 仙山線のノンストップ列車
上越新幹線と同じくJR東日本の運営する仙山線では、山形新幹線建設時の奥羽本線運休に伴い、「つばさ」（在来線特急）を含む多数の列車が仙山線経由で運行されることになった。この際、仙台駅 - 山形駅間をノンストップで走る特別快速「仙山」が何往復か設定された。この快速列車は当時の仙山線では最速達列車で、東京方面から山形駅へ向かうには、福島駅で特急「つばさ」に乗り継ぐよりも、仙台駅で当列車に乗り継いだ方が速いことで話題になった。
その後ノンストップの特快「仙山」は廃止され、しばらくの間北仙台駅・山寺駅のみ停車の特別快速「ホリデー仙山」として運行されていたが、2003年に廃止された。

### 仙石線のノンストップ列車
仙石線の快速列車（当時は列車愛称として「うみかぜ」が付けられていた）のうち、一部が特別快速として仙台駅 - 石巻駅間をノンストップで運転していた。詳細は当該項目を参照。
厳密には仙石線を通らないが、東北地方太平洋沖地震（東日本大震災）に伴う仙石線の不通時には東北本線と石巻線を小牛田駅経由で途中の客扱いを行わずに迂回運転する「直通快速」が仙石線復旧・仙石東北ライン開通まで運行された。石巻線#直通快速も参照。

### あおなみ線のノンストップ列車
名古屋臨海高速鉄道西名古屋港線（あおなみ線）では、金城ふ頭駅最寄りの名古屋市国際展示場（ポートメッセなごや）で大規模なイベントがあるときは臨時列車を運行することがあり、2014年頃より一部の臨時列車において名古屋駅 - 金城ふ頭駅間をノンストップとして運行するようになった。
その後金城ふ頭駅近くのレゴランド・ジャパン及びMaker's Pierの開業に合わせ、2017年3月10日からノンストップの臨時列車が多数運行されている。同時に、方向幕にも「ノンストップ」の種別が入った。

### 中国鉄路におけるノンストップ列車
- 在来線

2004年4月18日より中華人民共和国の鉄道（中国鉄路）では、京滬線の北京 - 上海間など主要都市間に「直達特快」という直行列車の運行を始めた。列車番号が「Z」で始まることから「Z列車」とも日本では呼ばれる。
これは国内航空路線との競争が激しくなり、中国鉄路はそれまで「汚い・乗務員の態度が悪い・遅い・治安が悪い」など悪評が多かったため、このままでは航空機に乗客を奪われてしまうと考え、ノンストップで質の高い列車を運行する事にしたからである。航空機と同様、あるいはそれもを上回るサービスの列車を運転するという観点や、防犯上の理由などから、途中無停車となった。編成も軟臥（上等寝台）が基本とされるなど、現在の中国では最上格の長距離列車といえる。
但し、北京 - 上海間ではそれ以前からノンストップの特快は運行されていた。
その他、京哈線などの他の幹線鉄道においても、北京市 - ハルビン間のZ15/16次列車といったノンストップ列車が運行されている。
- 高速鉄道

ノンストップ列車は高速鉄道でも運行されており、北京-天津間、北京-瀋陽間、北京-鄭州間、上海-杭州間、重慶-成都間といった直轄市や省都の主要都市間では、始発駅と終着駅の間を無停車で運行する列車が設定されている。